# Amélie Rorty
Amélie Oksenberg Rorty (20 maggio 1932 – 18 settembre 2020) è stata una filosofa statunitense di origine belga, nota per il suo lavoro nella filosofia della mente (in particolare sulle emozioni), storia della filosofia (soprattutto Aristotele,, Spinoza, Cartesio), e la filosofia morale.

## Biografia
Amélie Oksenberg Rorty, figlia degli ebrei polacchi Klara e Israel Oksenberg, nacque in Belgio nel 1932 ed emigrò con i suoi genitori in Virginia, negli Stati Uniti, dove crebbe in una fattoria. Si laureò all'Università di Chicago nel 1951, ottenne poi un master nel 1954 all'Università di Yale e un dottorato di ricerca in antropologia nel 1961 all'Università di Princeton.

## Carriera
Iniziò la carriera accademica al Wheaton College, Massachusetts, (1957–1961), poi insegnò al Rutgers (Livingston College) dal 1962  al 1988.  Fu quindi professoressa di "Storia delle idee" (e direttrice del programma) alla Brandeis University dal 1995 al 2003, e dal 2008 al 2013 visiting professor alla Boston University. Dal 2013 fu visiting professor alla Tufts University.  Fu anche docente presso il Dipartimento di salute globale e medicina sociale alla Harvard School of Medicine.  Rorty ebbe numerosi premi e borse di studio nel corso della sua carriera: Center for Advanced Study in the Behavioral Studies (1968-1969), King's College, Cambridge (1971-1973), Institute for Advanced Study (1980-1981), John Simon Guggenheim (1990-1991), Woodrow Wilson Center (1994-1995) e National Humanities Center (2007-2008).

## Lavoro
Rorty lavorò principalmente su problemi di psicologia morale e di educazione morale. Era particolarmente interessata alle numerose funzioni distintive – e spesso contrastanti – della moralità come pratica sociale, poiché stabilisce divieti, proietta ideali, definisce doveri e caratterizza le virtù. Esplorando il lato oscuro di alcune virtù - ad esempio, il coraggio come spavalderia, l'integrità come narcisismo morale, l'amore ambivalente - ha analizzato i vantaggi della resistenza agli obblighi morali, compresi i benefici dell'autoinganno, le lusinghe della debolezza morale , la saggezza dell'ambivalenza e le motivazioni nascoste per emozioni presumibilmente irrazionali. Ha affrontato molte di queste questioni storicamente (attraverso Aristotele, Spinoza, Hume e Freud) e antropologicamente (progettando uno studio su esuli, immigrati e rifugiati che assorbono necessariamente una nuova serie di valori "morali"). Il suo progetto finale era un libro incompiuto. intitolato provvisoriamente D'altra parte: l'etica dell'ambivalenza .
Rorty fu autrice di oltre 120 articoli accademici. Scrisse o curò più di una dozzina di libri accademici e di saggi originali. Una monografia, Mind in Action: Essays in Philosophy of Mind, fu pubblicata da Beacon Press nel 1988 (edizione tascabile nel 1991). Curò e contribuì a Explaining Emotions (U. California Press, 1980), Essays on Aristotle's Ethics (1980, U.California Press) e, Martha Nussbaum, Essays on Aristotle's De Anima (Oxford, 1992). Avviò (e ne fu curatrice) Modern Studies in Philosophy (Doubleday-Anchor) e Major Thinkers (University of California Press). Altri libri degni di nota da lei sono stati The Many Faces of Evil (Routledge, 2001), The Identities of Persons (1976, U. California Press) e The Many Faces of Philosophy (Oxford, 2000).
|œuvres principales      = Explaining emotions, Essays on Aristotle's Poetics, The identities of persons, Mind in action: Essays in the philosophy of mind, Essays on Aristotle's rhetoric

## Morte
Amélie Oksenberg Rorty morì nel settembre 2020 all'età di 88 anni.

## Vita privata
Quando frequentò l'Università di Chicago e poi si trasferì a Yale per il dottorato, Amélie Oksenberg incontrò e sposò Richard Rorty, anche lui studente e poi filosofo. Ebbero un figlio, Jay, e divorziarono nel 1972. Lei scrisse in merito alla  sua educazione in "Dipendency, Individuality and Work"  e in "A Philosophic Travelogue"